# Danh sách hoàng đế nhà Hán

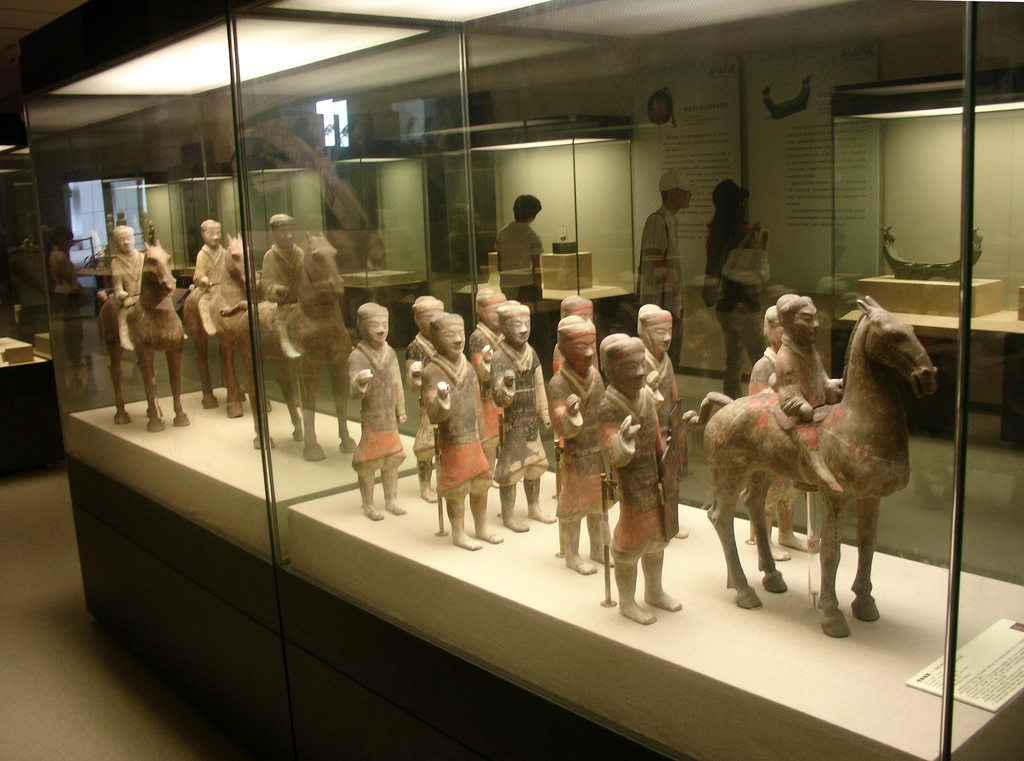
Tượng gốm mô phỏng bộ binh và kỵ binh thời Tây Hán, trưng bày tại Bảo tàng tỉnh Hải Nam.

Nhà Hán là hoàng triều thứ hai của Trung Quốc kế tục nhà Tần (221 – 206 TCN) và được tiếp nối bởi thời kỳ Tam Quốc (220 – 265). Kéo dài hơn 4 thế kỷ, nhà Hán được xem là một trong các triều đại huy hoàng nhất trong lịch sử Trung Quốc. Lịch sử nhà Hán được chia thành hai giai đoạn khác nhau là Tây Hán (202 TCN – 9) và Đông Hán (25 – 220).
Nhà Hán được thành lập bởi Lưu Bang, tức Hán Cao Tổ (trị. 202–195 TCN), một lãnh tụ khởi nghĩa nông dân nổi dậy chống lại sự cai trị hà khắc của nhà Tần. Trong số các vị hoàng đế nhà Hán, tại vị lâu nhất là Hán Vũ Đế (trị. 141–87 TCN), với 54 năm trên ngai vàng. Quyền lực của họ Lưu bị gián đoạn khi ngoại thích Vương Mãng soán ngôi và kiến lập nhà Tân (9 – 23). Tuy nhiên, Vương Mãng chỉ tại vị được 13 năm thì bị đánh bại và bị giết vào ngày 6 tháng 10 năm 23 trong cuộc khởi nghĩa Lục Lâm. Sau đó, hoàng thân Lưu Tú, tức Hán Quang Vũ Đế (trị. 25–57), lên ngôi vào ngày 5 tháng 8 năm 25, khôi phục Hán thất và mở ra thời kỳ Đông Hán thịnh trị.
Hoàng đế cuối cùng của nhà Hán là Hán Hiến Đế trị. 189–220, một vị vua bù nhìn dưới sự kiểm soát của quyền thần Tào Tháo (155–220 SCN). Ngày 11 tháng 12 năm 220, con trai của Tào Tháo là Tào Phi ép Hán Hiến Đế thiện nhượng ngôi vị, tức Ngụy Văn Đế trị. 220–226, chính thức đặt dấu chấm hết cho triều đại nhà Hán sau hơn 400 năm tồn tại. Ngay sau khi Tào Phi cướp ngôi, một hoàng thân họ Lưu là Lưu Bị, tức Hán Chiêu Liệt Đế, đã xưng đế ở đất Thục, lập nên nhà Thục Hán. Tuy nhiên do Thục Hán chỉ cai trị đất ở phía Tây Nam Trung Quốc chứ không cai trị Trung Nguyên, nên không được tính là một phần của nhà Hán.
Hoàng đế giữ vai trò tối cao trong bộ máy chính quyền, trực tiếp bổ nhiệm các quan chức cấp cao (hưởng mức lương từ 600 thạch trở lên) tại trung ương lẫn địa phương, từ cấp châu, quận cho đến huyện. Đồng thời, hoàng đế là nhà lập pháp tối thượng, thẩm phán chí tôn, tổng tư lệnh tối cao của quân đội, và là thượng tế trong các nghi lễ tôn giáo do triều đình bảo trợ.

## Quy ước đặt tên

### Danh xưng hoàng đế

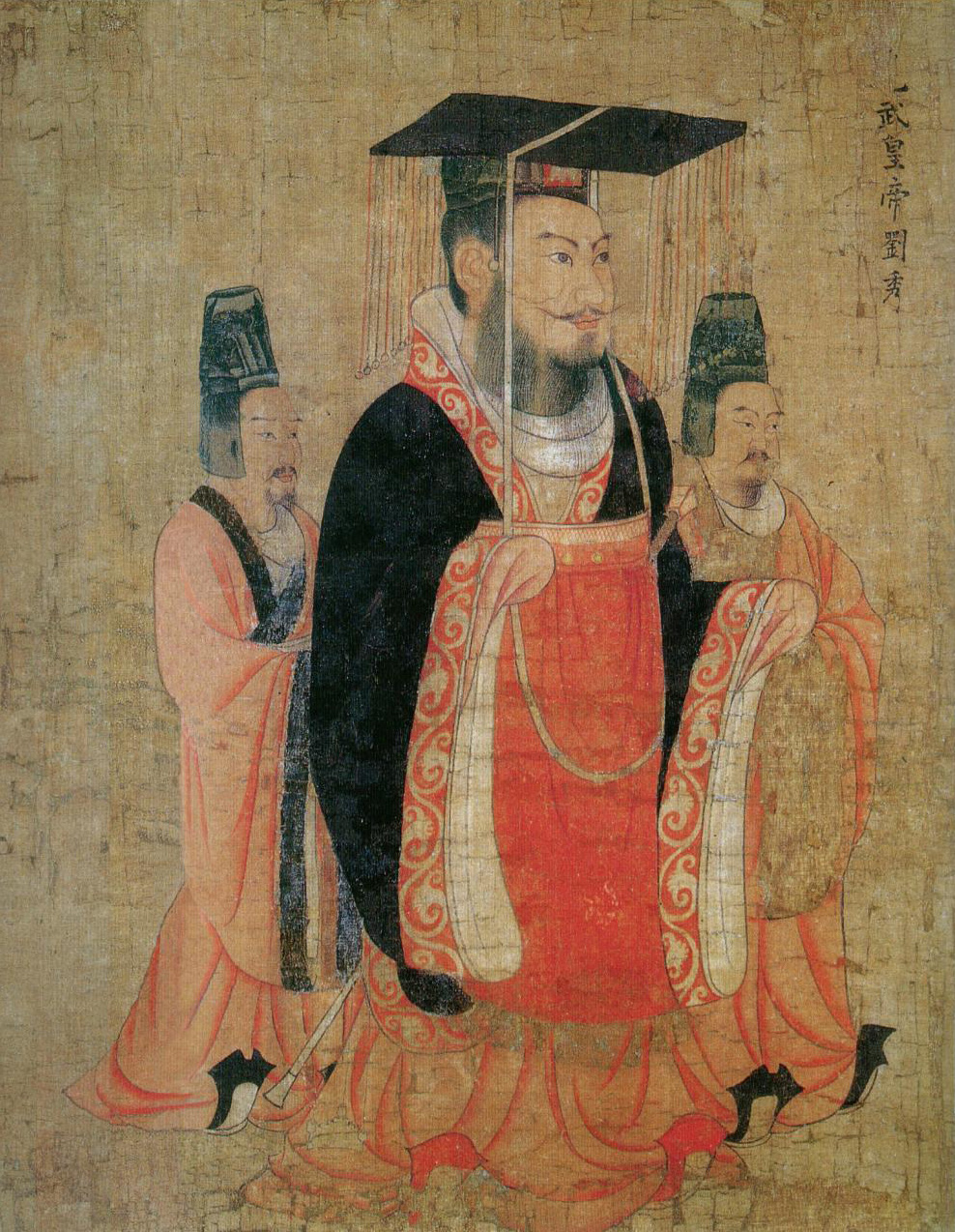
Tranh vẽ Hán Quang Vũ Đế Lưu Tú của họa gia Diêm Lập Bản (600–673) thời nhà Đường.

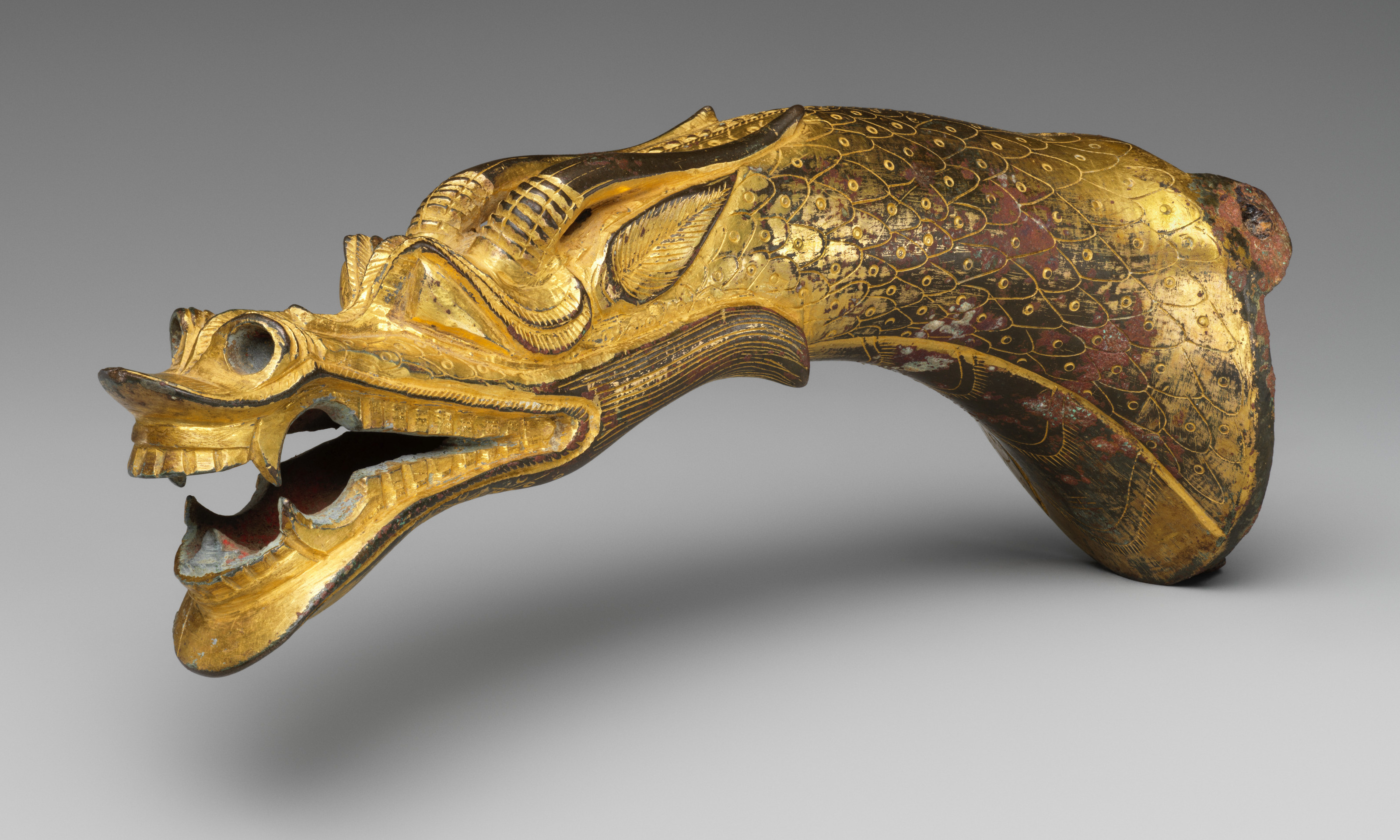
Một tay cầm bằng đồng thếp vàng thời Đông Hán, với dấu vết sắc đỏ còn lưu lại, được chế tác dưới hình dạng đầu rồng. Đối với hoàng đế nhà Hán, rồng có thể mang ý nghĩa điềm lành hoặc điềm dữ, tùy thuộc vào bối cảnh.

Vào thời Tiên Tần – bao gồm nhà Hạ (thế kỷ 21 – thế kỷ 16 TCN), nhà Thương (thế kỷ 17 – thế kỷ 11 TCN), nhà Chu (thế kỷ 11 – 256 TCN) – các quân chủ dùng tước hiệu "Vương" (王). Kể từ thời nhà Chu, danh xưng "thiên tử" (天子), nghĩa là "con trời", cũng xuất hiện nhằm khẳng định tính chính danh của các vị vua, gắn liền với quan niệm thiên mệnh.
Năm 221 TCN, Tần Vương Doanh Chính hoàn thành đại nghiệp thống nhất thiên hạ sau khi chinh phục toàn bộ các nước chư hầu, chính thức chấm dứt thời kỳ Chiến Quốc và lập ra nhà Tần (221 TCN – 206 TCN). Để khẳng định vị thế vượt trội so với các quân vương thời Thương – Chu, ông sáng tạo tước hiệu "Hoàng đế" (皇帝), kết hợp từ truyền thuyết về Tam Hoàng Ngũ Đế (三皇五帝), biểu trưng cho quyền uy tối thượng và thần thánh. Với tước hiệu này, Doanh Chính trở thành vị hoàng đế đầu tiên trong lịch sử Trung Quốc, được hậu thế biết đến với danh hiệu Tần Thủy Hoàng.
Kể từ đó, tước hiệu hoàng đế trở thành biểu tượng tối cao của quyền lực quân chủ, được truyền thừa qua các triều đại suốt hơn hai thiên niên kỷ. Truyền thống này bắt đầu với Tần Thủy Hoàng và kéo dài cho đến khi nhà Thanh sụp đổ vào năm 1911, đặt dấu chấm hết cho chế độ quân chủ Trung Quốc.

### Thụy hiệu, miếu hiệu và niên hiệu
Từ thời nhà Thương cho đến thời nhà Tùy (581 – 618), các vị quân chủ Trung Hoa chủ yếu được biết đến qua thụy hiệu, một tôn xưng được đặt sau khi băng hà để ghi nhận công trạng và đức hạnh, phản ánh quan điểm của triều đình đối với vị quân vương quá cố. Những thụy hiệu này được ghi chép lại trong Nhị thập tứ sử. Đối với miếu hiệu, dòng tên này được sử dụng lần đầu tiên dưới thời trị vì của Hán Cảnh Đế (trị. 157–141 TCN). Tuy nhiên, phải đến thời nhà Đường (618 – 907), miếu hiệu mới trở thành tên gọi phổ biến trong văn bản sử học để chỉ các vị quân chủ, một truyền thống tiếp tục kéo dài qua các triều đại nhà Tống (960 – 1279) và nhà Nguyên (1271 – 1368). Đến thời nhà Minh (1368 – 1644) và nhà Thanh (1644 – 1911), mỗi hoàng đế thường chọn một niên hiệu duy nhất để đánh dấu thời kỳ trị vì của mình. Do đó, niên hiệu trở thành cách gọi ưa chuộng trong sử sách khi nhắc đến các vị hoàng đế của hai triều đại này.
Việc sử dụng niên hiệu chính thức được thiết lập dưới thời Hán Vũ Đế (trị. 141–87 TCN), nhưng khởi nguyên của hệ thống này đã xuất hiện từ lâu trong lịch sử Trung Hoa. Phương pháp ghi chép năm sớm nhất, có từ thời nhà Thương, lấy năm đầu tiên của một vị quân chủ làm "năm thứ nhất". Khi vị quân chủ băng hà, triều đại mới bắt đầu với năm đầu tiên của người kế vị. Đến thế kỷ 4 TCN, hệ thống này được cải tiến: năm đầu tiên của triều đại mới không còn tính ngay sau cái chết của vị vua tiền nhiệm mà bắt đầu từ ngày đầu tiên của năm âm lịch tiếp theo. Một sự kiện quan trọng đánh dấu sự thay đổi này là vào năm 324 TCN, khi Tần Huệ Văn công xưng Vương, ông đã ra lệnh khởi đầu lại chu kỳ đếm năm của triều đại mình từ "năm thứ nhất". Đến năm 163 TCN, Hán Văn Đế (trị vì 180–157 TCN) tái sử dụng cách tính này khi ban hành lịch mới, đưa chu kỳ đếm năm của triều đại ông quay trở về năm đầu tiên.
Dưới thời Tây Hán, con số sáu được xem là biểu tượng của may mắn và sự trọn vẹn. Do đó, từ thời Hán Cảnh Đế đến Hán Vũ Đế, các hoàng đế thường thay đổi niên hiệu sau mỗi chu kỳ sáu năm trị vì. Mỗi chu kỳ được gọi theo thứ tự như "nguyên niên" (元年), "nhị nguyên" (二元), "tam nguyên" (三元), tiếp tục tuần tự. Tuy nhiên, hệ thống này ngày càng trở nên phức tạp và bất tiện, đặc biệt khi bước vào chu kỳ thứ năm, như "ngũ nguyên tam niên" (五元三年) vào năm 114 TCN, khiến việc ghi chép và quản lý trở nên rườm rà. Trước tình trạng đó, một viên quan đã kiến nghị cải cách, đề xuất đổi tên mỗi lần "khởi đầu" bằng những ký tự mới. Hán Vũ Đế nhanh chóng chấp thuận đề xuất này vào năm 110 TCN. Cùng thời điểm, sau khi hoàn thành nghi lễ tế trời (封, phong) trên núi Thái Sơn, Vũ Đế đặt tên cho niên hiệu mới là "Nguyên Phong" (元封), đánh dấu sự ra đời chính thức của hệ thống niên hiệu trong lịch sử Trung Hoa. Năm 104 TCN, Hán Vũ Đế ban hành lịch Thái Sơ (太初), nghĩa là "Khởi đầu vĩ đại", và đổi sang niên hiệu cùng tên. Từ thời điểm này cho đến khi nhà Tây Hán kết thúc, niên hiệu được thay đổi sau khoảng bốn năm trị vì. Sang thời Đông Hán, việc đặt niên hiệu không còn tuân theo bất kỳ chu kỳ cố định nào. Thay vào đó, các hoàng đế có toàn quyền quyết định thời điểm đặt và thay đổi niên hiệu, thường để đánh dấu những sự kiện chính trị quan trọng hoặc các điềm lành cát tường.

## Nhiếp chính và Hoàng thái hậu
Trong lịch sử, đôi khi xuất hiện những trường hợp đặc biệt khi một hoàng đế kế vị lúc còn là trẻ sơ sinh. Trong những tình huống này, quyền lực thường được tạm thời giao cho một nhiếp chính, người có thể là hoàng thái hậu hoặc một thân vương trong hoàng tộc, để thay mặt cai trị cho đến khi vị vua trẻ trưởng thành. Tuy nhiên, các giai đoạn nhiếp chính cũng tiềm ẩn nguy cơ bất ổn, khi những âm mưu đảo chính hoặc việc chiếm quyền từ phía ngoại thích có thể xảy ra. Đầu thời Tây Hán, sau khi Hán Cao Tổ qua đời, quyền lực thực sự rơi vào tay Lã hậu, vợ của ông. Bà trở thành nhà cai trị tối cao của Tây Hán trong suốt 15 năm, đưa hai người cháu nội là Tiền Thiếu Đế (trị. 188–184 TCN), Hậu Thiếu Đế (trị. 184–180 TCN) lên làm vua bù nhìn. Phe cánh Lã hậu bị lật đổ vào năm 180 TCN sau cuộc chính biến được gọi là  loạn chư Lã, dẫn đến việc Lưu Hằng lên ngôi, trở thành Hán Văn Đế (trị. 180–157 TCN).
Trước khi Hán Vũ Đế qua đời năm 87 TCN, ông đã bổ nhiệm Hoắc Quang (mất năm 68 TCN), Kim Mật Đê (mất năm 86 TCN) và Thượng Quan Kiệt (mất năm 80 TCN) làm các phụ chính đại thần hỗ trợ Hán Chiêu Đế (trị. 87–74 TCN). Trong số này, Hoắc Quang đóng vai trò lãnh đạo chính, góp phần ổn định triều đình Tây Hán qua các giai đoạn đầy biến động. Ông lần lượt phụ tá Chiêu Đế, lập và phế truất Xương Ấp Vương, rồi cuối cùng đưa Hán Tuyên Đế  (trị. 74–49 TCN) lên ngôi, bảo vệ sự kế thừa của hoàng tộc họ Lưu. Tuy nhiên, quyền lực to lớn của Hoắc Quang đã gây ra sự bất mãn và mâu thuẫn trong triều đình. Sau khi ông qua đời, toàn bộ gia tộc của ông bị Tuyên Đế giết hại, điều này phản ánh rõ ràng những rủi ro và hiểm họa gắn liền với chức vụ phụ chính đại thần.

## Danh sách hoàng đế
Dưới đây là danh sách đầy đủ các hoàng đế của nhà Hán, bao gồm tên huý, thuỵ hiệu và niên hiệu. Không bao gồm nhiếp chính hay Hoàng thái hậu chấp chính.
| Thụy hiệu | Thụy hiệu                     | Tên thật                      | Tên thật                      | Trị vì                     | Niên hiệu                  | Niên hiệu                  | Thời gian                  |
| Nhà Tây Hán 202 TCN – 9 CN | Nhà Tây Hán 202 TCN – 9 CN    | Nhà Tây Hán 202 TCN – 9 CN    | Nhà Tây Hán 202 TCN – 9 CN    | Nhà Tây Hán 202 TCN – 9 CN | Nhà Tây Hán 202 TCN – 9 CN | Nhà Tây Hán 202 TCN – 9 CN | Nhà Tây Hán 202 TCN – 9 CN |
| --- | ----------------------------- | ----------------------------- | ----------------------------- | -------------------------- | -------------------------- | -------------------------- | -------------------------- |
| Cao Tổ | 高祖                          | Lưu Bang                      | 劉邦                          | k. 206 – 195 TCN           | [ 22 ]                     | [ 22 ]                     | [ 22 ]                     |
| Huệ Đế | 惠帝                          | Lưu Doanh                     | 劉盈                          | 195–188 TCN                | không có                   | không có                   | không có                   |
| Tiền Thiếu Đế | 前少帝                        | Lưu Cung                      | 劉恭                          | 188–184 TCN                | không có                   | không có                   | không có                   |
| Hậu Thiếu Đế | 後少帝                        | Lưu Hồng                      | 劉宏                          | 184–180 TCN                | không có                   | không có                   | không có                   |
| Văn Đế | 文帝                          | Lưu Hằng                      | 劉恒                          | 180–157 TCN                | Kiến Nguyên                | 前元                       | 179–164 TCN                |
| Văn Đế | 文帝                          | Lưu Hằng                      | 劉恒                          | 180–157 TCN                | Hậu Nguyên                 | 後元                       | 163–156 TCN                |
| Cảnh Đế | 景帝                          | Lưu Khải                      | 劉啓                          | 157–141 TCN                | Tiền Nguyên                | 前元                       | 156–150 TCN                |
| Cảnh Đế | 景帝                          | Lưu Khải                      | 劉啓                          | 157–141 TCN                | Trung Nguyên               | 中元                       | 149–143 TCN                |
| Cảnh Đế | 景帝                          | Lưu Khải                      | 劉啓                          | 157–141 TCN                | Hậu Nguyên                 | 後元                       | 143–141 TCN                |
| Vũ Đế | 武帝                          | Lưu Triệt                     | 劉弘                          | 141–87 TCN                 | Kiến Nguyên                | 建元                       | 141–135 TCN                |
| Vũ Đế | 武帝                          | Lưu Triệt                     | 劉弘                          | 141–87 TCN                 | Nguyên Quang               | 元光                       | 134–129 TCN                |
| Vũ Đế | 武帝                          | Lưu Triệt                     | 劉弘                          | 141–87 TCN                 | Nguyên Sóc                 | 元朔                       | 128–123 TCN                |
| Vũ Đế | 武帝                          | Lưu Triệt                     | 劉弘                          | 141–87 TCN                 | Nguyên Thú                 | 元獸                       | 122–117 TCN                |
| Vũ Đế | 武帝                          | Lưu Triệt                     | 劉弘                          | 141–87 TCN                 | Nguyên Định                | 元鼎                       | 116–111 TCN                |
| Vũ Đế | 武帝                          | Lưu Triệt                     | 劉弘                          | 141–87 TCN                 | Nguyên Phong               | 元封                       | 110–105 TCN                |
| Vũ Đế | 武帝                          | Lưu Triệt                     | 劉弘                          | 141–87 TCN                 | Thái Sơ                    | 太初                       | 104–101 TCN                |
| Vũ Đế | 武帝                          | Lưu Triệt                     | 劉弘                          | 141–87 TCN                 | Thiên Hán                  | 天漢                       | 100–97 TCN                 |
| Vũ Đế | 武帝                          | Lưu Triệt                     | 劉弘                          | 141–87 TCN                 | Thái Thủy                  | 太始                       | 96–93 TCN                  |
| Vũ Đế | 武帝                          | Lưu Triệt                     | 劉弘                          | 141–87 TCN                 | Diên Hòa                   | 徵和                       | 92–89 TCN                  |
| Vũ Đế | 武帝                          | Lưu Triệt                     | 劉弘                          | 141–87 TCN                 | Hậu Nguyên                 | 後元                       | 88–87 TCN                  |
| Chiêu Đế | 昭帝                          | Lưu Phất Lăng                 | 劉伕龍                        | 87–74 TCN                  | Thủy Nguyên                | 始元                       | 86–80 TCN                  |
| Chiêu Đế | 昭帝                          | Lưu Phất Lăng                 | 劉伕龍                        | 87–74 TCN                  | Nguyên Phượng              | 元鳳                       | 80–75 TCN                  |
| Chiêu Đế | 昭帝                          | Lưu Phất Lăng                 | 劉伕龍                        | 87–74 TCN                  | Nguyên Bình                | 元平                       | 74 TCN                     |
| Xương Ấp Vương | 昌邑王 hoặc 海昏侯            | Lưu Hạ                        | 劉賀                          | 74 TCN                     | Nguyên Bình                | 元平                       | 74 TCN                     |
| Tuyên Đế | 宣帝                          | Lưu Bệnh Dĩ                   | 劉病已                        | 74–49 TCN                  | Bản Thủy                   | 本始                       | 73–70 TCN                  |
| Tuyên Đế | 宣帝                          | Lưu Bệnh Dĩ                   | 劉病已                        | 74–49 TCN                  | Địa Tiết                   | 地節                       | 69–66 TCN                  |
| Tuyên Đế | 宣帝                          | Lưu Bệnh Dĩ                   | 劉病已                        | 74–49 TCN                  | Nguyên Khang               | 元康                       | 65–61 TCN                  |
| Tuyên Đế | 宣帝                          | Lưu Bệnh Dĩ                   | 劉病已                        | 74–49 TCN                  | Thần Tước                  | 神爵                       | 61–58 TCN                  |
| Tuyên Đế | 宣帝                          | Lưu Bệnh Dĩ                   | 劉病已                        | 74–49 TCN                  | Ngũ Phượng                 | 五鳳                       | 57–54 TCN                  |
| Tuyên Đế | 宣帝                          | Lưu Bệnh Dĩ                   | 劉病已                        | 74–49 TCN                  | Cam Lộ                     | 甘露                       | 53–50 TCN                  |
| Tuyên Đế | 宣帝                          | Lưu Bệnh Dĩ                   | 劉病已                        | 74–49 TCN                  | Hoàng Long                 | 黃龍                       | 49 TCN                     |
| Nguyên Đế | 元帝                          | Lưu Thích                     | 劉奭                          | 49–33 TCN                  | Sơ Nguyên                  | 初元                       | 48–44 TCN                  |
| Nguyên Đế | 元帝                          | Lưu Thích                     | 劉奭                          | 49–33 TCN                  | Vĩnh Quang                 | 永光                       | 43–39 TCN                  |
| Nguyên Đế | 元帝                          | Lưu Thích                     | 劉奭                          | 49–33 TCN                  | Kiến Chiêu                 | 建昭                       | 38–34 TCN                  |
| Nguyên Đế | 元帝                          | Lưu Thích                     | 劉奭                          | 49–33 TCN                  | Cánh Ninh                  | 竟寧                       | 33 TCN                     |
| Thành Đế | 成帝                          | Lưu Ngao                      | 劉驁                          | 33–7 TCN                   | Kiến Thủy                  | 建始                       | 32–28 TCN                  |
| Thành Đế | 成帝                          | Lưu Ngao                      | 劉驁                          | 33–7 TCN                   | Hà Bình                    | 河平                       | 28–25 TCN                  |
| Thành Đế | 成帝                          | Lưu Ngao                      | 劉驁                          | 33–7 TCN                   | Dương Sóc                  | 陽朔                       | 24–21 TCN                  |
| Thành Đế | 成帝                          | Lưu Ngao                      | 劉驁                          | 33–7 TCN                   | Hồng Gia                   | 鴻嘉                       | 20–17 TCN                  |
| Thành Đế | 成帝                          | Lưu Ngao                      | 劉驁                          | 33–7 TCN                   | Vĩnh Thủy                  | 永始                       | 16–13 TCN                  |
| Thành Đế | 成帝                          | Lưu Ngao                      | 劉驁                          | 33–7 TCN                   | Nguyên Đình                | 元延                       | 12–9 TCN                   |
| Thành Đế | 成帝                          | Lưu Ngao                      | 劉驁                          | 33–7 TCN                   | Tuy Hòa                    | 綏和                       | 8–7 TCN                    |
| Ai Đế | 哀帝                          | Lưu Hân                       | 劉欣                          | 7–1 TCN                    | Kiến Bình                  | 建平                       | 6–3 TCN                    |
| Ai Đế | 哀帝                          | Lưu Hân                       | 劉欣                          | 7–1 TCN                    | Nguyên Thọ                 | 元壽                       | 2–1 TCN                    |
| Bình Đế | 平帝                          | Lưu Khản                      | 劉衎                          | 1–6                        | Nguyên Thủy                | 元始                       | 1–5                        |
| Nhũ Tử Anh1 | 孺子                          | Lưu Anh                       | 劉嬰                          | 6–9                        | Cử Nhiếp                   | 居攝                       | 6–8                        |
| Nhũ Tử Anh1 | 孺子                          | Lưu Anh                       | 劉嬰                          | 6–9                        | Sơ Thủy                    | 初始                       | 8–9                        |
| Nhà Tân (9–23 CN) |                               |                               |                               |                            |                            |                            |                            |
| Nhà Tân của Vương Mãng (王莽) | Nhà Tân của Vương Mãng (王莽) | Nhà Tân của Vương Mãng (王莽) | Nhà Tân của Vương Mãng (王莽) | 9–23 CN                    | Thủy Kiến Quốc             | 始建國                     | 9–13 CN                    |
| Nhà Tân của Vương Mãng (王莽) | Nhà Tân của Vương Mãng (王莽) | Nhà Tân của Vương Mãng (王莽) | Nhà Tân của Vương Mãng (王莽) | 9–23 CN                    | Thiên Phượng               | 天鳳                       | 14–19                      |
| Nhà Tân của Vương Mãng (王莽) | Nhà Tân của Vương Mãng (王莽) | Nhà Tân của Vương Mãng (王莽) | Nhà Tân của Vương Mãng (王莽) | 9–23 CN                    | Địa Hoàng                  | 地皇                       | 20–23                      |
| Giai đoạn chuyển giao |                               |                               |                               |                            |                            |                            |                            |
| Canh Thủy Đế | 更始帝                        | Lưu Huyền                     | 劉玄                          | 23–25                      | Canh Thủy                  | 更始                       | 23–25                      |
| Nhà Đông Hán 25–220 |                               |                               |                               |                            |                            |                            |                            |
| Quang Vũ Đế | 光武帝                        | Lưu Tú                        | 劉秀                          | 25–57 CN                   | Kiến Vũ                    | 建武                       | 25–56                      |
| Quang Vũ Đế | 光武帝                        | Lưu Tú                        | 劉秀                          | 25–57 CN                   | Kiến Vũ Trung Nguyên       | 建武中元                   | 56–57                      |
| Minh Đế | 明帝                          | Lưu Dương                     | 劉陽                          | 57–75                      | Vĩnh Bình                  | 永平                       | 57–75                      |
| Chương Đế | 章帝                          | Lưu Đát                       | 劉炟                          | 75–88                      | Kiến Sơ                    | 建初                       | 76–84                      |
| Chương Đế | 章帝                          | Lưu Đát                       | 劉炟                          | 75–88                      | Nguyên Hoà                 | 元和                       | 84–87                      |
| Chương Đế | 章帝                          | Lưu Đát                       | 劉炟                          | 75–88                      | Chương Hoà                 | 章和                       | 87–88                      |
| Hòa Đế | 和帝                          | Lưu Triệu                     | 劉肇                          | 88–106                     | Vĩnh Nguyên                | 永元                       | 89–105                     |
| Hòa Đế | 和帝                          | Lưu Triệu                     | 劉肇                          | 88–106                     | Nguyên Hưng                | 元興                       | 105                        |
| Thương Đế | 殤帝                          | Lưu Long                      | 劉隆                          | 106                        | Duyên Bình                 | 延平                       | 9 tháng năm 106            |
| An Đế | 安帝                          | Lưu Hỗ                        | 劉祜                          | 106–125                    | Vĩnh Sơ                    | 永初                       | 107–113                    |
| An Đế | 安帝                          | Lưu Hỗ                        | 劉祜                          | 106–125                    | Nguyên Sơ                  | 元初                       | 114–120                    |
| An Đế | 安帝                          | Lưu Hỗ                        | 劉祜                          | 106–125                    | Vĩnh Ninh                  | 永寧                       | 120–121                    |
| An Đế | 安帝                          | Lưu Hỗ                        | 劉祜                          | 106–125                    | Kiến Quang                 | 建光                       | 121–122                    |
| An Đế | 安帝                          | Lưu Hỗ                        | 劉祜                          | 106–125                    | Diên Quang                 | 延光                       | 122–125                    |
| Thiếu Đế (Bắc Hương hầu) | 少帝 hoặc 北鄉侯              | Lưu Ý                         | 劉懿                          | 125                        | Diên Quang                 | 延光                       | 125                        |
| Thuận Đế | 順帝                          | Lưu Bảo                       | 劉保                          | 125–144                    | Vĩnh Kiến                  | 永建                       | 126–132                    |
| Thuận Đế | 順帝                          | Lưu Bảo                       | 劉保                          | 125–144                    | Dương Gia                  | 陽嘉                       | 132–135                    |
| Thuận Đế | 順帝                          | Lưu Bảo                       | 劉保                          | 125–144                    | Vĩnh Hòa                   | 永和                       | 136–141                    |
| Thuận Đế | 順帝                          | Lưu Bảo                       | 劉保                          | 125–144                    | Hán An                     | 漢安                       | 142–144                    |
| Thuận Đế | 順帝                          | Lưu Bảo                       | 劉保                          | 125–144                    | Kiến Khang                 | 建康                       | 144                        |
| Xung Đế | 沖帝                          | Lưu Bỉnh                      | 劉炳                          | 144–145                    | Vĩnh Hi                    | 永熹                       | 145                        |
| Chất Đế | 質帝                          | Lưu Toản                      | 劉纘                          | 145–146                    | Bản Sơ                     | 本初                       | 146                        |
| Hoàn Đế | 桓帝                          | Lưu Chí                       | 劉志                          | 146–168                    | Kiến Hòa                   | 建和                       | 147–149                    |
| Hoàn Đế | 桓帝                          | Lưu Chí                       | 劉志                          | 146–168                    | Hòa Bình                   | 和平                       | 150                        |
| Hoàn Đế | 桓帝                          | Lưu Chí                       | 劉志                          | 146–168                    | Nguyên Gia                 | 元嘉                       | 151–153                    |
| Hoàn Đế | 桓帝                          | Lưu Chí                       | 劉志                          | 146–168                    | Vĩnh Hưng                  | 永興                       | 153–154                    |
| Hoàn Đế | 桓帝                          | Lưu Chí                       | 劉志                          | 146–168                    | Vĩnh Thọ                   | 永壽                       | 155–158                    |
| Hoàn Đế | 桓帝                          | Lưu Chí                       | 劉志                          | 146–168                    | Diên Hi                    | 延熹                       | 158–167                    |
| Hoàn Đế | 桓帝                          | Lưu Chí                       | 劉志                          | 146–168                    | Vĩnh Khang                 | 永康                       | 167                        |
| Linh Đế | 靈帝                          | Lưu Hoằng                     | 劉宏                          | 168–189                    | Kiến Ninh                  | 建寧                       | 168–172                    |
| Linh Đế | 靈帝                          | Lưu Hoằng                     | 劉宏                          | 168–189                    | Hy Bình                    | 熹平                       | 172–178                    |
| Linh Đế | 靈帝                          | Lưu Hoằng                     | 劉宏                          | 168–189                    | Quang Hòa                  | 光和                       | 178–184                    |
| Linh Đế | 靈帝                          | Lưu Hoằng                     | 劉宏                          | 168–189                    | Trung Bình                 | 中平                       | 184–189                    |
| Thiếu Đế (Hoằng Nông vương) | 少帝 hoặc 弘農王              | Lưu Biện                      | 劉辯                          | 189                        | Quang Hi                   | 光熹                       | 189                        |
| Thiếu Đế (Hoằng Nông vương) | 少帝 hoặc 弘農王              | Lưu Biện                      | 劉辯                          | 189                        | Chiêu Ninh                 | 昭寧                       | 189                        |
| Hiến Đế | 獻帝                          | Lưu Hiệp                      | 劉協                          | 189–220                    | Vĩnh Hán                   | 永漢                       | 189                        |
| Hiến Đế | 獻帝                          | Lưu Hiệp                      | 劉協                          | 189–220                    | Sơ Bình                    | 初平                       | 190–193                    |
| Hiến Đế | 獻帝                          | Lưu Hiệp                      | 劉協                          | 189–220                    | Hưng Bình                  | 興平                       | 194–195                    |
| Hiến Đế | 獻帝                          | Lưu Hiệp                      | 劉協                          | 189–220                    | Kiến An                    | 建安                       | 196–220                    |
| Hiến Đế | 獻帝                          | Lưu Hiệp                      | 劉協                          | 189–220                    | Diên Khang                 | 延康                       | 220                        |
| 1 — Nhũ Tử Anh tuy mang danh hoàng tử song chưa từng chính thức xưng Hoàng đế nhà Hán. Trong khoảng thời gian từ năm 6 đến năm 9 CN, ngai vàng nhà Hán thực chất vẫn bỏ trống. |                               |                               |                               |                            |                            |                            |                            |

## Dòng thời gian
Chú giải:
- Cam vua Tây Hán
- Xanh vua nhà Hán sau sự sụp đổ của nhà Tân nhưng trước nhà Đông Hán
- Hồng vua Đông Hán

### Sách

#### Chữ Hán
- Bá Dương (1977).  中國歷史年表 [Trung Quốc lịch sử niên biểu] (bằng tiếng Trung). Đài Bắc: Nhà xuất bản Tinh Quang.
- Ban Cố, Tiền Hán thư. Ấn bản 2011, The Book of Han (Chinese Edition). Nhà xuất bản Nhân dân Vân Nam. ISBN 7222078622, ISBN 978-7222078628
- Phạm Diệp, Hậu Hán thư. Ấn bản 2012, The Book of the Later Han (12 Volumes) (Chinese Edition). Nhà xuất bản Trung Hoa. ISBN 9787101003062, ISBN 978-7101003062

#### Tiếng Anh
- Beck, B. J. Mansvelt (1990). The Treatises of Later Han: Their Author, Sources, Contents, and Place in Chinese Historiography [Hậu Hán Thư: Tác Giả, Nguồn Gốc, Nội Dung và Vị Trí Trong Lịch Sử Học Trung Quốc] (bằng tiếng Anh). Brill. ISBN 978-90-04-08895-5.
- Bielenstein, Hans (1980). The Bureaucracy of Han Times [Quan chế thời Hán] (bằng tiếng Anh). Cambridge University Press. ISBN 978-0-521-22510-6.
- Ch'ü, T'ung-tsu (1972). Han Dynasty China: Volume 1: Han Social Structure [Trung Quốc thời Hán: Tập 1: Cấu trúc xã hội thời Hán] (bằng tiếng Anh). Seattle: University of Washington Press. ISBN 978-0-295-95068-6.
- de Crespigny, Rafe (2006). "Chronology Part II: Later Han". A Biographical Dictionary of Later Han to the Three Kingdoms (23–220 AD) [Từ điển tiểu sử hậu Hán đến Tam Quốc] (bằng tiếng Anh). Leiden: Brill. ISBN 978-90-04-15605-0.
- Hulsewé, Anthony François Paulus (1995). Remnants of Han Law [Tàn dư của luật Hán]. Sinica Leidensia (bằng tiếng Anh). Quyển 9. Brill. tr. 226–230.
- Hansen, Valerie (2000). The Open Empire: A History of China to 1600 [Đế chế mở: Lịch sử Trung Quốc đến năm 1600] (bằng tiếng Anh). W. W. Norton. ISBN 978-0-393-97374-7.
- Huang, Ray (1988). China: A Macro History [Trung Quốc: Lịch sử vĩ mô] (bằng tiếng Anh). Armonk: M. E. Sharpe. ISBN 978-0-87332-452-6.
- Hucker, Charles O. (1975). China's Imperial Past: An Introduction to Chinese History and Culture [Quá khứ phong kiến của Trung Quốc: Giới thiệu lịch sử và văn hóa Trung Quốc] (bằng tiếng Anh). Stanford University Press. ISBN 978-0-8047-0887-6.
- Hymes, Robert (2000). Columbia Chronologies of Asian History and Culture [Niên biểu lịch sử và văn hóa châu Á của ĐH Columbia] (bằng tiếng Anh). Columbia University Press. ISBN 978-0-231-11004-4..
- Loewe, Michael; Twitchett, Denis, biên tập (1986). The Cambridge History of China: Volume I: the Ch'in and Han Empires, 221 B.C. – A.D. 220 [Lịch sử Trung Quốc của Cambridge: Tập I: Các đế chế Tần và Hán, 221 TCN – 220 SCN] (bằng tiếng Anh). Cambridge University Press. ISBN 978-0-521-24327-8.
- Loewe, Michael (2000). A Biographical Dictionary of the Qin, Former Han, and Xin Periods (221 BC – AD 24) [Từ điển tiểu sử các triều đại Tần, Hán Đông và Tân (221 TCN – 24 CN)] (bằng tiếng Anh). Boston: Brill. ISBN 978-90-04-10364-1.
- Paludan, Ann (1998). Chronicle of the Chinese Emperors: the Reign-by-Reign Record of the Rulers of Imperial China [Biên niên sử các hoàng đế Trung Quốc: Hồ sơ từng triều đại của các vị vua trong lịch sử Trung Quốc phong kiến] (bằng tiếng Anh). London: Thames & Hudson. ISBN 978-0-500-05090-3.
- Torday, Laszlo (1997). Mounted Archers: The Beginnings of Central Asian History [Kỵ binh bắn cung: Khởi đầu lịch sử Trung Á] (bằng tiếng Anh). Durham Academic Press. ISBN 978-1-900838-03-0.
- Vervoorn, Aat Emile (1990). "Chronology of Dynasties and Reign Periods". Men of the Cliffs and Caves [Những người cư trú trên vách đá và trong hang] (bằng tiếng Anh). Chinese University Press. ISBN 978-962-201-415-2.
- de Visser, M. W. (2003). Dragon in China and Japan (bằng tiếng Anh). Kessinger. ISBN 978-0-7661-5839-9.
- Wilkinson, Endymion (1998). Chinese History: A Manual [Cẩm nang lịch sử Trung Quốc] (bằng tiếng Anh). Harvard University Asia Center, Harvard University Press. ISBN 978-0-674-12378-6.

### Tạp chí nghiên cứu
- Dubs, Homer H. (1945). "Chinese Imperial Designations" [Các danh xưng Hoàng đế Trung Quốc]. Journal of the American Oriental Society (bằng tiếng Anh). Quyển 65 số 1. tr. 26–33. doi:10.2307/594743. JSTOR 594743.
- Dubs, Homer H. (1945). "Chinese Imperial Designations" [Các danh xưng Hoàng đế Trung Quốc]. Journal of the American Oriental Society (bằng tiếng Anh). 65 (1): 26–33. JSTOR 594743.
- Sato, Masayuki (1991). "Comparative Ideas of Chronology". History and Theory (bằng tiếng Anh). 30 (2): 275–301. JSTOR 2505559.
- Wang, Yu-ch'uan (1949). "An Outline of the Central Government of the Former Han Dynasty". Harvard Journal of Asiatic Studies (bằng tiếng Anh). 12 (1/2): 134–187. JSTOR 2718206.